# Rhoptromeris strobigena
Rhoptromeris strobigena is een vliesvleugelig insect uit de familie van de Figitidae. De wetenschappelijke naam van de soort is voor het eerst geldig gepubliceerd in 1991 door Nordlander & Grijpma.